# みんテレ
『みんテレ』は、北海道文化放送（UHB）にて放送されている自社制作の夕方ワイド番組。2015年3月30日より放送開始。2019年3月29日までは『みんなのテレビ』という番組名で放送していた（『みんテレ』はこの通称でもあった）。

## 概要
これまで放送されてきた前身番組『U型ライブ』・『Super NEWS U』の枠を統合させた後継番組。
北海道文化放送にとっては、開局以来初めて3時間の大型情報ワイド番組を立ち上げる事となる。
第3部のニュースパートは『uhb みんなのニュース』として放送されるため、コンプレックス形式で展開されていた（2018年3月まで）。
2016年春には小菅晴香がフリー転向による同局退社のため番組を卒業、更にはフジテレビ系生番組の大リニューアルに併せて、番組もリニューアルされた。このリニューアルでは、全国ニュースの時間が見直され、「みんなのふるさと」のネットを開始した。
2017年春にもフジテレビ系列の夕方のニュース番組のリニューアルに併せて、番組もリニューアルされ、森崎のコーナーも火曜日から木曜日に引越した。
2018年4月2日から、フジテレビ系列の夕方のニュース番組の大リニューアルに併せて、番組もリニューアルされた。なお、同日から新番組『プライムニュース イブニング』が開始されるが、番組のメインタイトルは変更せず使用。
そして、第3部のニュースパートは「みんなのテレビ」のニュースパートに変更された。また、同年7月2日から改めて番組が再度大リニューアルされ、第2部の大半もローカル差し替えとなった。
また、18時台の「特集」では、フジテレビ『Live News イット!』の第3部の関東ローカルで放送されている、「はてな」や、系列局制作の特集を時差ネットする場合もある。
2019年4月1日から、FNN系列の新たな夕方ニュースとして『Live News イット!』が開始され、番組も再度大幅にリニューアルされた。番組タイトルも通称である『みんテレ』を正式タイトルに変更して実質新番組扱いとして再スタートとなった。
2020年4月6日から、放送開始時間を15:50から16:48に短縮。これにより在札局の夕方のワイド番組で最も遅いスタートとなると共に16時台の放送から撤退した。空いた16時台のうち月曜から木曜には6年ぶりに再放送枠である『みんなのドラマ』が編成されることになった。
2020年9月28日から、『イット!』の前拡大に伴い、当局でも16時台のネットを開始。これにより東京発であるが半年ぶりに16時台の生ワイドの放送に復帰した。またネット開始に伴い当番組の開始時間も2分間短縮し16:50となった。また『みんなのドラマ』についてもキー局の再放送枠である『メディアミックスα』と同じく14:45 - 15:45に変更したうえで継続する形となった。
2023年夏頃からは、『イット!』の第2部冒頭の同時ネット（16:50 - 17:12.30）を打ち切り。17:35頃の「気になるギモン」コーナー途中からの飛び乗りネットに切り替えた。また、18:45.30 - 18:55の「まるっと!」も通常時の同時ネットを打ち切った。

### 関連番組
選挙特番
- 『みんなの選挙 北海道』
  - 2016年7月の参院選に合わせ第1部～第3部を差し替え、フジテレビからはFNN出口調査および宮根誠司と当時の内閣総理大臣・安倍晋三とのトークのみのネットとなった。また、キャスターのテロップなども省略された。ただし番組開始前の予告では、生野・椿原が担当する各コーナーなどを放送するとしていた。
- 『FNN選挙特番 北海道の決断!2017』
  - 第1部・第2部の大半を差し替え、フジテレビからは、安倍首相（当時）とのトークなど一部のみのネットとなった。
- 『Live選挙サンデー×みんテレ 選挙ってそうだったんだSP』
  - 2019年7月21日に『Live選挙サンデー 令和の大問題追跡SP』の第1 - 3部の大半を差し替えて放送。フジテレビからは、オープニングや議席予測、宮根誠司・加藤綾子らと安倍首相（当時）とのトークのみのネットとなった。
- 『Live選挙サンデー×みんテレ 政治家さん この声聞いて』
  - 2021年10月31日に『Live選挙サンデー』の第1 - 3部の一部を差し替えて放送。

朝一番!みんテレいいとこどり
- 2019年11月11日から同年12月25日まで、平日 4:55 - 5:25に放送。『みんテレ』本番組から厳選したコーナーを再編集して放送。同時間帯に通常時同時ネットで放送されている、『めざましテレビ全部見せ』は、臨時非ネットとなった。

みんテレ 奇跡なグルメ
- 2020年4月4日から2022年6月25日まで、土曜 18:30 - 19:00に放送。グルメ取材企画「キセキの食堂 / きせきのパン / きせきのスイーツ / 奇跡の採れたてメシ / 奇跡のシェフ / 奇跡のおうちごはん」の各コーナーから毎週2本を再編集して放送。

みんテレ 噂の街グルメ
- 2022年7月9日から、土曜 18:30 - 19:00に放送。グルメ取材企画「噂の街グルメ」に未公開部分を加え再編集して放送。

## 放送時間
※何れも日本標準時。

### 平日
月曜 - 金曜 16:50 - 19:00
- 第1部 - 16:50 - 17:48（17:35頃 - 17:48は『Live News イット!』[2]（第2部）を同時ネット）[3]
- 第2部 - 17:48 - 19:00（17:48 - 18:09.30は『FNN Live News イット!』同時ネット）[4]

### 週末
- 『FNN Live News イット!』[5] - 土曜・日曜 17:30 - 18:00（17:30 - 17:46.40および17:56.52 - 17:57は『FNN Live News イット!』を同時ネット）[2]

### 放送時間に関する備考・補足
- ローカルニュースについては、平日は2019年4月1日から18:09 - 18:45に「みんテレNEWS」、週末は17:46.40 - 17:56.52に道内ニュース・みんなのてんきとして各々放送[6][7]。
- 年末年始は原則、フジテレビでの夕方枠レギュラー報道番組の休止に合わせて放送休止、それに伴う休止期間中の道内のローカルニュースは本番組の短縮版または『FNNニュース』にて放送する。
  - 2018年12月26日・27日と2019年1月4日は通常の『みんなのテレビ』としては休止した。この期間、16時台は再放送番組で穴埋めし、編成上は16:50 - 18:30が本番組の扱いとなった。18:14まではフジテレビから『プライムニュース イブニング』をネットし、その後シフト勤務のアナウンサーによる道内ニュースと菅井による道内天気予報を放送した。また、2019年3月25日 - 29日の間も、同年4月からの番組リニューアル準備のため同形態の編成で行われ、こちらについては終了時刻は通常通り19:00だった。
- 特番などによる放送の休止・内容・時間変更は以下の通り。こうした年末年始などフジテレビ側で放送される全国ネット特番が19:00よりも前に放送される場合や年末年始による『Live News イット!』の休止は、原則、同局に合わせる形で対応している。
  - 2016年10月31日…『祝ファイターズ日本一SP』として1時間拡大し、14:50からの放送に変更。
  - 2016年12月16日…当初は『みんなのテレビ ど～なる北方領土SP』として1時間拡大し、14:50からの放送となる予定だったが、『直撃LIVE グッディ!・第2部』（フジテレビ制作、14:50 - 15:50）が臨時で同時ネットに変更、臨時特別番組『みんなのニュースSP・日露首脳会談』（フジテレビ制作、15:50 - 16:50）を同時ネットで放送、その上『みんなのニュース・第1部』（フジテレビ制作、16:50 - 17:53）を臨時でFNN全国ネットに変更したことによって、それぞれの番組を放送することとなったため、当初の予定を大幅に変更し、18:14スタートとなった。
  - 2018年9月6日・7日…6日未明に発生した北海道胆振東部地震に伴い、当番組が1時間前拡大（14:50 - 19:00、『直撃LIVE グッディ!・第2部』は臨時非ネット）の上、報道特番扱いでの放送。また、随時報道特別番組を独自に放送するなどの対応を取った。なお、他地域では7日『プライムニュース イブニング・第2部』の18:40 - 19:00枠を臨時ネットした。
  - 2019年のゴールデンウィーク期間…4月29日は14:50 - 17:53に『みんスポBASEBALL 北海道日本ハムファイターズ×福岡ソフトバンクホークス』中継を放送したため17:53開始の短縮放送となった（ローカルパートは18:14 - ）。4月30日は18:30 - 翌0:55に『FNN報道スペシャル 平成の大晦日 令和につなぐテレビ 知られざる皇室10の物語』を放送のため18:30までの短縮放送となった（ローカルパートは15:50 - 16:50・18:14 - 18:30）。その後は5月3日を除き番組全体の放送時間は通常通りだったが、このうち5月2日・3日・6日は『Live News it!』を16:50 - 18:14に時間拡大ネット。また、5月3日は本番組としては1時間繰り下げ・短縮（16:50 - 19:00）し、15:50 - 16:50には『Live News it! GW拡大SP』を単独番組扱いでネットした。
  - 2019年末…12月25日から27日までは通常の『みんテレ』としては放送休止。この3日間、16時台はテレビショッピングで穴埋めし、編成上は16:50 - 19:00（27日は18:30まで）が本番組の扱いとなる。16:50 - 18:50頃（26日は18:45頃まで、27日は18:14まで）にフジテレビから『Live News it!』をネット。その後、18:50頃 - 19:00（26日は18:45頃 - 19:00、27日は18:14 - 18:30）にそれぞれシフト勤務のアナウンサーによる道内ニュース・天気予報を放送している。
  - 2020年4月13日 - 6月12日…新型コロナウイルス感染拡大の影響により特別編成で放送。
  - 2024年4月29日 -…『ゴールデン「サザエさん」ウィーク傑作選』（フジテレビ[8]制作、18:50 - 19:00）放送のため、10分短縮・繰り下げ[9][10][11]。

## 出演者
メインキャスター（MC）
- 廣岡俊光（UHBアナウンサー） - 2019年4月1日から。番組開始から2017年3月20日にはスポーツキャスターを月曜のみ担当していた。

メインキャスター（MC） / ニュースキャスター
- 千須和侑里子（UHBアナウンサー） - 2020年4月6日から。2019年4月1日から2020年3月27日まではフィールドキャスター。

ニュースキャスター
- 八木隆太郎（UHBアナウンサー） - 2019年4月1日から。前身番組『U型ライブ』から続投。廣岡が不在の場合はメインキャスター兼任。番組開始から2019年3月22日まではメインキャスター。

お天気キャスター
- 菅井貴子（気象予報士・防災士） - 前身番組『U型ライブ』・『Super NEWS U』から続投。

レギュラーコメンテーター
- 月：谷口雄也（元・北海道日本ハムファイターズ外野手） - 2023年1月23日から出演。
- 他の曜日は不定期で1 - 2名。

リポーター
- 石井雅子（タレント） - 前身番組『U型ライブ』から続投。2016年4月4日から2019年3月22日まではMCも兼任。2016年4月1日までレポーター / 5丁目ランキング（情報パート）を担当。
- 石黒佳奈（モデル・タレント） - 前身番組『U型ライブ』から続投。
- 喜多よしか（モデル・タレント） - 2020年4月から加入。

ナレーター / リポーター（いずれも第1部のみ）
- 遠藤まさし（俳優） - 2015年4月から出演。

スポーツキャスター
- 福本義久（UHBアナウンサー） - 2019年3月まではフィールドキャスターを担当。
- 石野智子（UHBアナウンサー） - 2020年4月から加入。

VTR企画レギュラー（第1部のみ）
- 北川久仁子（女優・タレント） - 2017年10月から、木曜日のVTR企画「キセキの食堂」→「噂の街グルメ」に出演。

### 過去の出演者
メインキャスター（MC）
- 続木美香（当時UHBアナウンサー） - 毎週水・木曜に出演。2016年4月4日から2017年3月まではニュースキャスターも兼任していた。2017年3月24日で番組卒業。
- 京谷和央（当時UHB解説委員） - 前身番組『Super NEWS U』から続投。2016年4月1日までは解説キャスターとして出演。2018年3月30日で番組卒業。
- 柴田平美（UHBアナウンサー） - メインキャスターとニュースキャスターを兼任。2015年4月27日から2016年3月までは18時台天気コーナーのみ出演。2020年4月3日で番組卒業。

解説キャスター
- 向田陽一（当時UHB解説委員） - 2018年4月2日から加入。2019年7月で番組卒業。

ニュースキャスター
- 小菅晴香（当時UHBアナウンサー） - 前身番組『Super NEWS U』から続投、2016年4月からフリーアナウンサーに転身するため、2016年3月25日で番組卒業。
- 篠原巨樹（当時UHBアナウンサー） - 前身番組『U型ライブ』から続投。報道部に異動のため、2018年3月30日で番組卒業。
- 石井しおり（当時UHBアナウンサー） - 2017年3月27日からニュースキャスターに就任。2017年3月まではフィールドキャスター / レポーターとして出演。2018年4月からフリーアナウンサーに転身するため、2018年3月30日で番組卒業。
- 加藤寛（UHBアナウンサー） - 2018年4月2日からニュースキャスターに就任。2019年3月29日で番組卒業。現在も八木が不在の場合はニュースキャスターとして実演することがある。

フィールドキャスター
- 川上椋輔（当時UHBアナウンサー） - 2019年4月1日から加入。八木が不在の場合はニュースキャスター兼任。2020年8月で番組卒業。

レギュラーコメンテーター
- 千堂あきほ（女優・タレント） - 前身番組『U型ライブ』から続投。2019年3月で番組卒業。
- 小菅正夫（札幌市環境局（円山動物園担当）） - 2017年3月30日から出演。前身番組『U型ライブ』にも出演していた。2019年3月で番組卒業。
- 金村曉（元・北海道日本ハムファイターズ投手） - 出演時点では野球解説者で、 前身番組『U型ライブ』・『Super NEWS U』から続投。2016年から阪神タイガースの一軍投手コーチに就任するため、2015年12月25日で番組卒業。
- 岩本恭生（タレント・俳優） - 2016年3月で番組卒業。
- 吉田慎吾（当時リクルート北海道じゃらん編集長） - 2017年4月から6月まで毎週火曜日に出演。2016年4月から2017年3月までは毎週水曜日に出演。
- 田中雅美（スポーツコメンテーター・元競泳日本代表）番組開始から2017年9月まで毎週金曜日に出演。前身番組『U型ライブ』から続投。
- 森本稀哲（元・北海道日本ハムファイターズ外野手） - 出演時点では野球解説者で、金村の後任として2016年1月から出演。2023年から日本ハムの一軍外野守備走塁コーチに就任するため、2022年12月で番組を卒業。

レギュラー（第1部のみ）
- 森岡真一郎（サンケイスポーツ） - 2016年4月から「森岡真一郎の生で言わせて!」に生電話で主に水曜日に出演（不定期でスタジオ出演）。前々身番組『U型テレビ』から復帰。2017年12月で番組卒業。

VTR企画レギュラー（第1部のみ）
- とにかく明るい安村（芸人） - 2016年4月から、毎週水曜日の企画「安村のとにかく明るい散歩」に出演。2018年3月28日で番組卒業。
- 森崎博之（俳優・タレント・TEAM NACSリーダー） - 2016年8月23日から、木曜日のVTR企画「奇跡のひと皿」・「キセキの北海道めし」に出演。2019年3月21日で番組卒業。

スポーツキャスター（みんなのスポーツ）
- 中村剛大（UHBアナウンサー、火） - 前身番組『Super NEWS U』から続投。2017年3月21日で番組卒業。
- 中野涼子（当時UHBアナウンサー） - 前身番組『Super NEWS U』から続投。2019年4月からフリーアナウンサーに転身するため、2019年3月29日で番組卒業。
- 田辺桃菜（UHBアナウンサー） - 2019年4月1日から加入。2019年3月までは柴田のメインキャスター代行などとして不定期出演。4月以降も柴田が不在の場合はメインキャスター兼任。2020年3月で番組卒業。

レポーター（第1部のみ）
- 遠藤麗奈 - 前身番組『U型ライブ』から続投、2015年9月で番組卒業。
- 相川紗登士 - 2017年3月で番組卒業。

料理コーナーレギュラー
- 正木和枝（家庭料理まさき女将） -毎週金曜日の企画「みんなのわくわくキッチン」に出演。2020年3月27日で番組卒業。

医療キャスター
- 松本裕子 - 毎月末に放送する、第3部の特集「がんを防ごう。」→「病を知る」に出演。2020年3月27日で番組卒業。

## 主なコーナー
「Live News it!」→「Live News イット!」
第2部は冒頭（16:50）から17:12.30までの部分を同時ネットする。第3部は全国ネットパートおよび「まるっと!」を同時ネットする。第2部・第3部FNN枠・週末版に限りリアルタイム字幕放送にも対応。また、第1部（15:45 - 16:50）も当番組の直前に単独番組扱いで全編ネットしている他、週末は『FNN Live News イット!』として17:30 - 17:46.40および17:56.52 - 17:57の部分を同時ネットしている。
ニュースコーナー
- 「まるゴト!NEWS」（第1部、月 - 金）
- 「みんテレNEWS」（第2部、月 - 金）

スポーツコーナー
- 「まるゴト!Sports」（第1部、月 - 金）
  - 2017年3月までは月曜のみ「マンすぽ」（毎週土曜日に放送されていた『サタすぽ』の月曜版）として、2021年12月までは「みんスポ」として放送していた。

エンタメ（芸能情報）コーナー
- 「まるゴト!エンタ」（第1部、月 -

金）
お天気コーナー
- 「菅井貴子のお天気どーですか?」（第1部、月 - 金）
- 「みんテレてんき」（第2部、月 - 金）

第1部 コーナー
- 「みんテレインフォメーション」（企業などのPR（パブリシティ）を行うコーナー）
- 「特集」
- 「生中継」

第2部 日替わりコーナー
- 「みんテレ特捜部2022」（月）
- 「トレンドグルメ調査隊」（火）
- 「ラクカジ」（水）
- 「噂の街グルメ」（木）
- 「人新世に生きる わたしのアクション」（隔週金）
- 「北海道働くママの一日ドキュメント ママドキュ」（隔週金）

## タイムテーブル

### みんテレ（平日）
※2022年10月 - 現在（日によって変動あり）
| 16:49.15 | オープニング（編成上は『Live News イット!（第1部）』のまま）        |
| 第1部    |                                                                     |
| 16:50    | みんテレインフォメーション / 菅井貴子のお天気どーですか？           |
|          | まるゴト!NEWS / まるゴト!Sports / まるゴト!エンタ / 特集 / 生中継   |
| 17:35頃  | 東京発『Live News イット!（第2部）』「気になるギモン」/最新ニュース |
| 第2部    |                                                                     |
| 17:48.00 | 東京発『FNN Live News イット!（第3部）』                            |
| 18:09.30 | みんテレNEWS（道内News） / 日替わりコーナー / みんテレてんき        |